# Hnojník strakatý
Hnojník strakatý (Coprinopsis picacea) je druh houby z čeledi křehutkovitých (Psathyrellaceae). V Červeném seznamu hub České republiky je druh uveden jako zranitelný.

## Znaky
Zprvu vejčitý klobouk se postupně rozevírá do zvoncovitého, později i kuželovitého tvaru. V průměru dorůstá 2–10 cm. V dospělosti se okraje klobouku kroutí směrem nahoru a spolu s lupeny se rozkládá na inkoustovitou hmotu.
Tmavo až černohnědá pokožka je poseta bílými tečkami – zbytky plachetky, které mohou u starších plodnic chybět úplně, jelikož působením deště mizí.
Lupeny stárnutím barevně přechází od bílé, přes růžovou, hnědou, až po černou. Na klobouku jsou hustě uspořádané, u třeně jsou volné. Výtrusný prach je černý.
Bílý, dutý, křehký, válcovitý, na bázi rozšířený třeň dorůstá až do délky 5–25 cm, v průměru nabývá 0,5–1,5 cm. Povrch je hladký, posetý drobnými, bílými vločkami.
Pro křehkou, bílou dužninu je typický silný, karbolový zápach a nepříjemná chuť.

## Užití
Nejedlý druh.

## Ekologie
Od června do října roste roztroušeně v listnatých lesích na vápnitých podkladech, ze stromů preferuje buky.

## Rozšíření
Druh byl pozorován v oblastech Evropy, Ameriky, Asie a Austrálie.

## Galerie

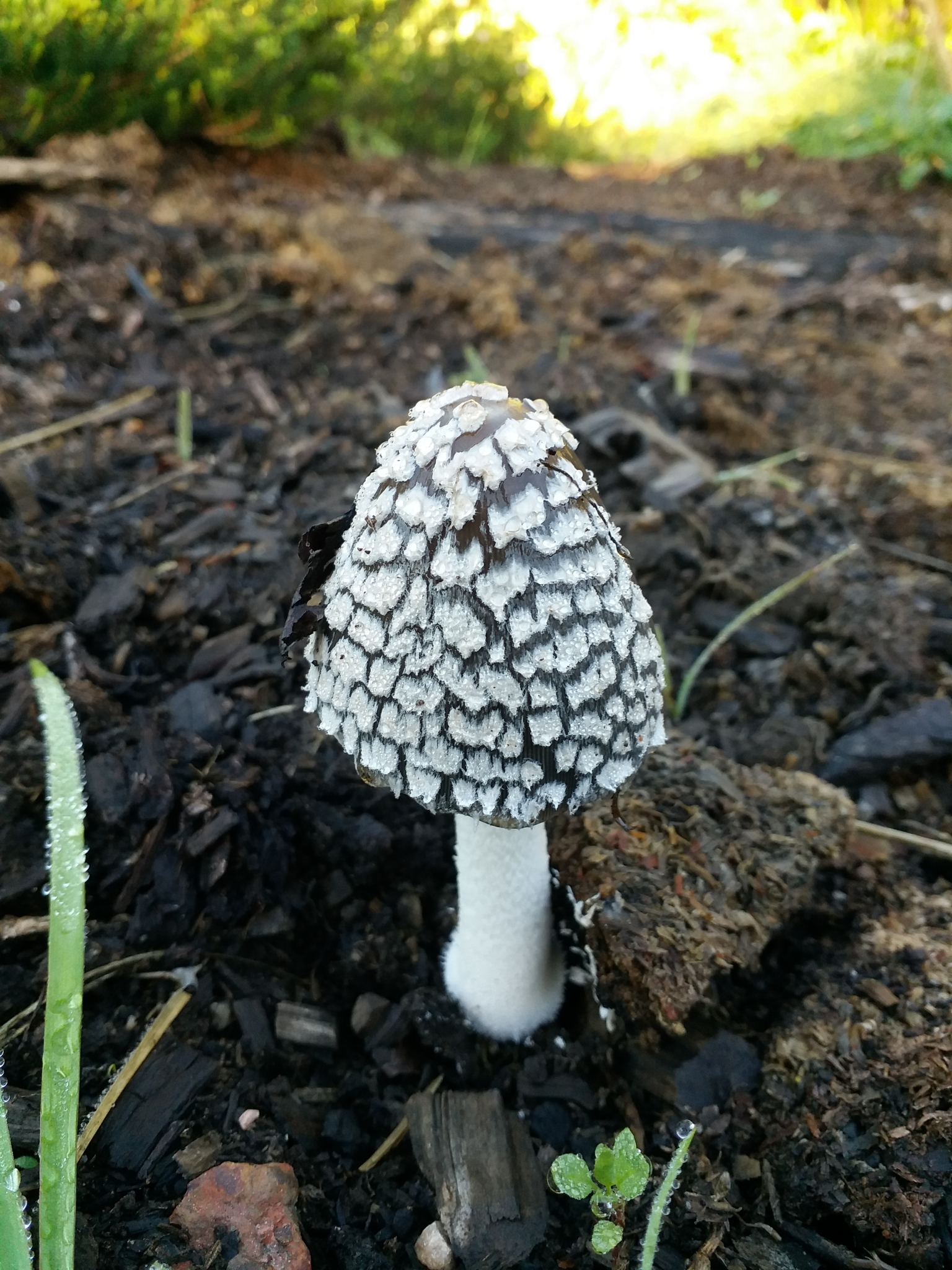
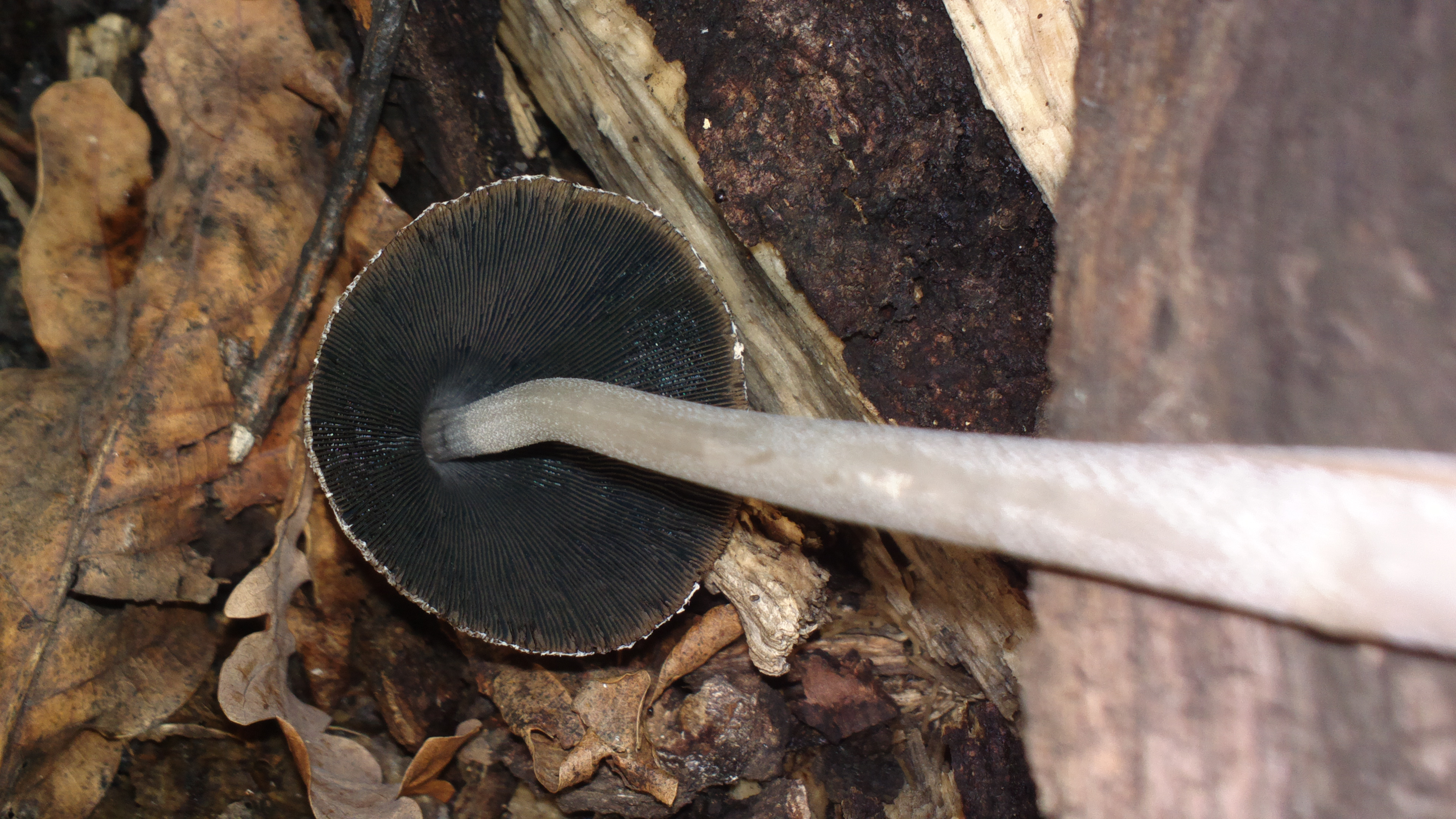
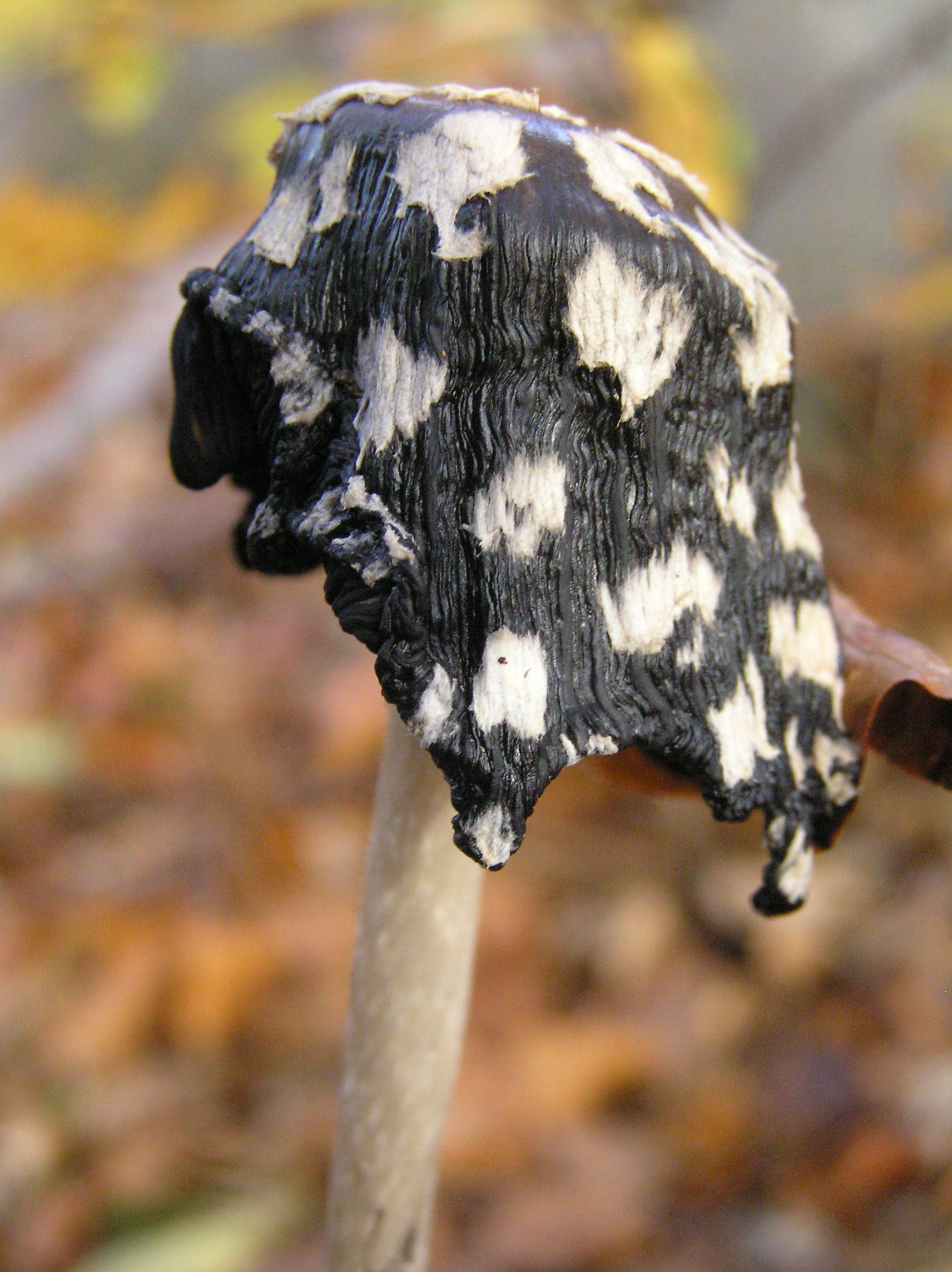
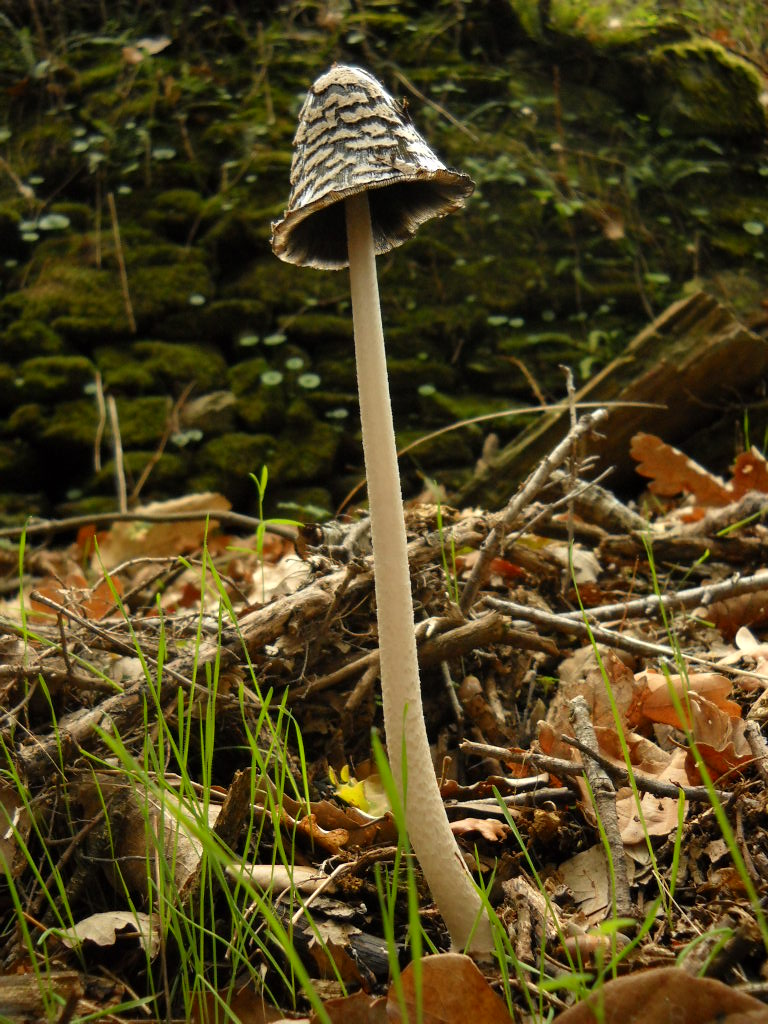
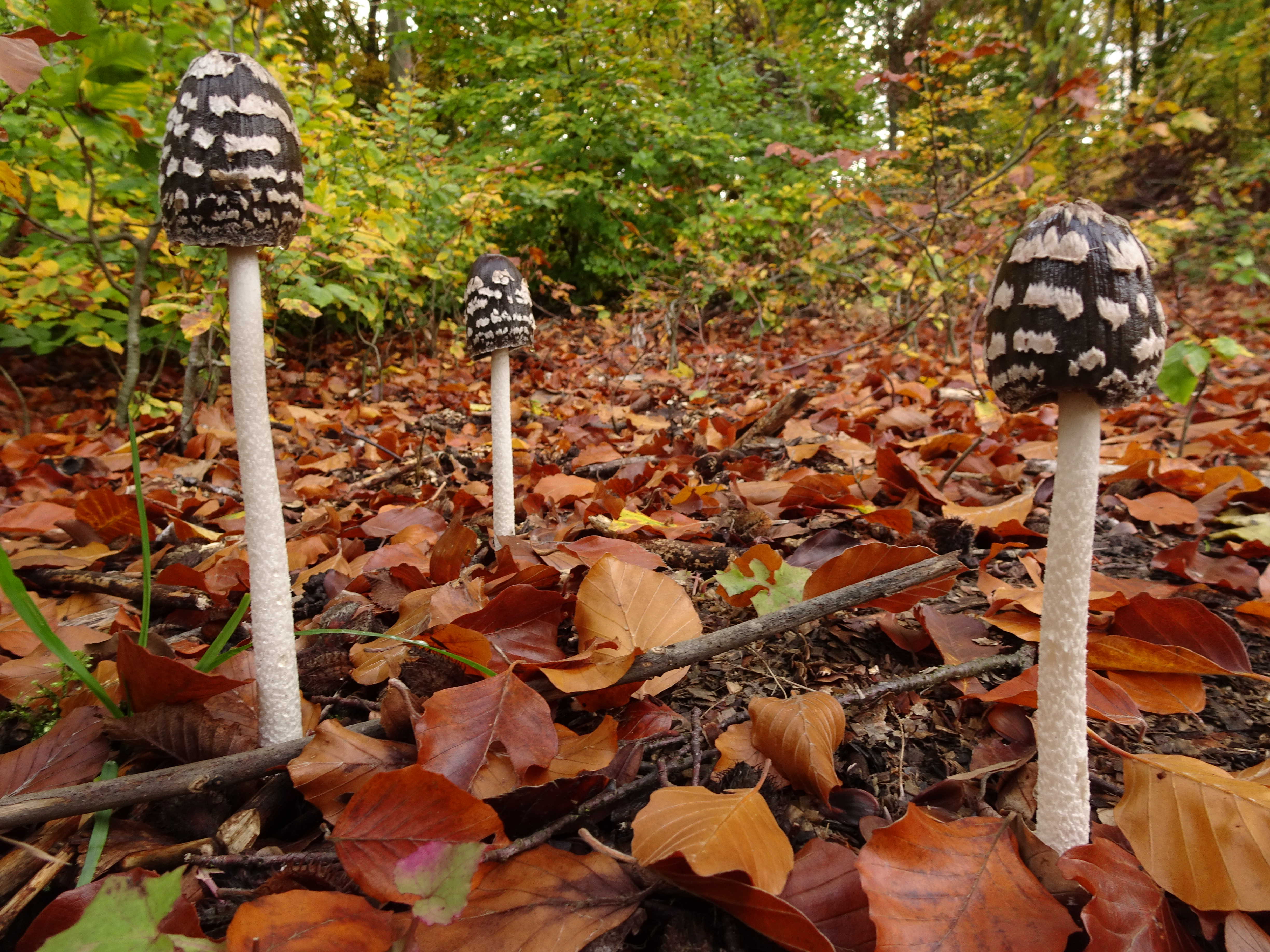

## Možnost záměny
- Hnojník hrotitý (Coprinopsis acuminata)
- Hnojník paprskový (Coprinellus radians)